# Drift Masters Grand Prix
Drift Masters – polska profesjonalna liga driftingowa organizowana od 2014 roku.
Celem Drift Masters jest współpraca z najlepszymi zawodnikami na świecie, propagowanie wyczynowej jazdy autem na torach i specjalnie przygotowanych obiektach, dbanie o bezpieczeństwo zarówno kibiców jak i zawodników, organizacja najlepszej ligi driftingowej w Europie oraz popularyzacja wśród kibiców driftingu jako mistrzostwa w precyzyjnym i bezpiecznym prowadzenia auta.

## Dyscyplina
Drifting to technika jazdy w kontrolowanym poślizgu, który łączy wszystkie najefektowniejsze elementy sportów samochodowych. To z jednej strony wymagająca ogromnej precyzji i skupienia rywalizacja, a z drugiej wspaniałe show dla publiczności. Drift jest obecnie najmłodszym, najbardziej widowiskowym i najdynamiczniej rozwijającym się sportem motorowym na świecie.

## Licencje zawodników
Wyłącznie zawodnicy posiadający licencję lub tzw. „dziką kartę” wydaną przez DMEC na rok 2023 mogą startować w zawodach, po opłaceniu wpisowego, wynoszącego 3000 €.

## System rozgrywek DMEC
Zawody składają się z dwóch etapów rozgrywek: sesji kwalifikacyjnej i sesji finałowej (Top 32). Podczas przejazdów w sesji kwalifikacyjnej zawodnicy startują pojedynczo. W czasie tych przejazdów podstawowymi kryteriami oceny dokonywanej przez zespół sędziowski są: kąt wychylenia, linia przejazdu, średnia prędkość wyznaczonego odcinka trasy. 
W Top 32 poza wymienionymi wyżej kryteriami oceny, oceniana jest odległość w jakiej samochody podczas przejazdu znajdują się od siebie. Jeśli sędziowie nie będą w stanie wyłonić wyraźnego zwycięzcy, ogłaszany jest One More Time (OMT). 
Na koniec każdej z rund trzydziestu dwóch najlepszych zawodników otrzymuje punkty, które wliczają się do klasyfikacji generalnej.

## Sezon 2014[3]
| Data        | Miejsce            | Zwycięzca    | Samochód       | Team                   |
| ----------- | ------------------ | ------------ | -------------- | ---------------------- |
| 22 czerwca  | PGE Arena – Gdańsk | Piotr Więcek | Nissan Skyline | Budmat Auto Drift Team |
| 20 lipca    | MOTOARENA – Toruń  | Piotr Więcek | Nissan Skyline | Budmat Auto Drift Team |
| 13 września | Karpacz            | –            | –              | –                      |

## Sezon 2015[4]
| Data            | Miejsce                     | Runda | Zwycięzca         | Samochód       | Team                   |
| --------------- | --------------------------- | ----- | ----------------- | -------------- | ---------------------- |
| 2 maja          | Tor Jastrząb – Radom        | I     | Piotr Więcek      | Nissan Skyline | Budmat Auto Drift Team |
| 3 maja          | Tor Jastrząb – Radom        | II    | Bartosz Stolarski | Nissan 200sx   | STW                    |
| 30 maja         | Tor Poznań – Poznań         | III   | Adam Zalewski     | BMW e30        | Redux Team             |
| 31 maja         | Tor Poznań – Poznań         | IV    | Piotr Więcek      | Nissan Skyline | Budmat Auto Drift Team |
| 20 czerwca      | Stadion Wisły Płock – Płock | V     | Adam Zalewski     | BMW e30        | Redux Team             |
| 21 czerwca      | Stadion Wisły Płock – Płock | VI    | Grzegorz Hypki    | BMW e30        | Drift Warriors         |
| 5 września      | INEA Stadion – Poznań       | VII   | Piotr Więcek      | Nissan Skyline | Budmat Auto Drift Team |
| 6 września      | INEA Stadion – Poznań       | VIII  | Marcin Mospinek   | BMW e30        | Redux Team             |
| 17 października | MOTOARENA – Toruń           | IX    | Jakub Przygoński  | Toyota gt86    | Orlen Team             |
| 18 października | MOTOARENA – Toruń           | X     | Piotr Więcek      | Nissan Skyline | Budmat Auto Drift Team |

## Sezon 2016
Zawody w sezonie 2016 rozgrywane są w Poznaniu, Płocku, Warszawie, Rydze, Gdańsku i drugi raz w Płocku.
| Data            | Miejsce                     | Runda | Zwycięzca       | Samochód                                        | Team                   |
| --------------- | --------------------------- | ----- | --------------- | ----------------------------------------------- | ---------------------- |
| 9 kwietnia      | Tor Poznań – Poznań         | I     | Piotr Więcek    | Nissan 200sx                                    | Budmat Auto Drift Team |
| 10 kwietnia     | Tor Poznań – Poznań         | II    | Dawid Karkosik  | Nissan Silvia                                   | Budmat Auto Drift Team |
| 4 czerwca       | Stadion Wisły Płock – Płock | III   | James Deane     | Nissan 180sx (auto zapożyczone od teamu Budmat) | –––––––––––––––––––    |
| 5 czerwca       | Stadion Wisły Płock – Płock | IV    | Paweł Borkowski | Nissan 180sx(?)                                 | Borkowski Team         |
| 18 czerwca      | Nadarzyn Expo               | V     | Piotr Więcek    | Nissan Skyline                                  | Budmat Auto Drift Team |
| 19 czerwca      | Nadarzyn Expo               | VI    | Dawid Karkosik  | Nissan Silvia                                   | Budmat Auto Drift Team |
| 17 września     | Biķernieku trase – Ryga     | VII   | Paweł Borkowski | Nissan 180sx(?)                                 | Borkowski Team         |
| 18 września     | Biķernieku trase – Ryga     | VIII  | Piotr Więcek    | Nissan 200sx                                    | Budmat Auto Drift Team |
| 24 września     | Parking AmberExpo – Gdańsk  | IX    | James Deane     | Nissan 200sx                                    | Budmat Auto Drift Team |
| 25 września     | Parking AmberExpo – Gdańsk  | X     | Paweł Trela     | Opel GT                                         | Trela Team             |
| 15 października | Stadion Wisły Płock – Płock | XI    | James Deane     | Nissan 200sx                                    | Budmat Auto Drift Team |
| 16 października | Stadion Wisły Płock – Płock | XII   | Grzegorz Hypki  | BMW E30                                         | Drift Warriors         |

## Medaliści klasyfikacji generalnych DMGP
| Data | Zwycięzca     | 2. miejsce        | 3. miejsce           |
| ---- | ------------- | ----------------- | -------------------- |
| 2014 | Piotr Więcek  | Bartosz Stolarski | Marcin Mospinek      |
| 2015 | Piotr Więcek  | Marcin Mospinek   | Dawid Karkosik       |
| 2016 | Piotr Więcek  | James Deane       | Dawid Karkosik       |
| 2017 | Adam Zalewski | Grzegorz Hypki    | Krzysztof Romanowski |

## Medaliści klasyfikacji generalnych DMEC
| Sezon | Zwycięzca      | 2. miejsce     | 3. miejsce       |
| ----- | -------------- | -------------- | ---------------- |
| 2018  | James Deane    | Adam Zalewski  | Grzegorz Hypki   |
| 2019  | James Deane    | Jack Shanahan  | Duane McKeever   |
| 2020  | James Deane    | Piotr Więcek   | Jack Shanahan    |
| 2021  | Piotr Więcek   | Conor Shanahan | Benediktas Cirba |
| 2022  | Piotr Więcek   | Jack Shanahan  | Conor Shanahan   |
| 2023  | Conor Shanahan | Lauri Heinonen | Juha Rintanen    |
| 2024  | Lauri Heinonen | Duane Mckeever | James Deane      |